# Elefantenkatastrophe

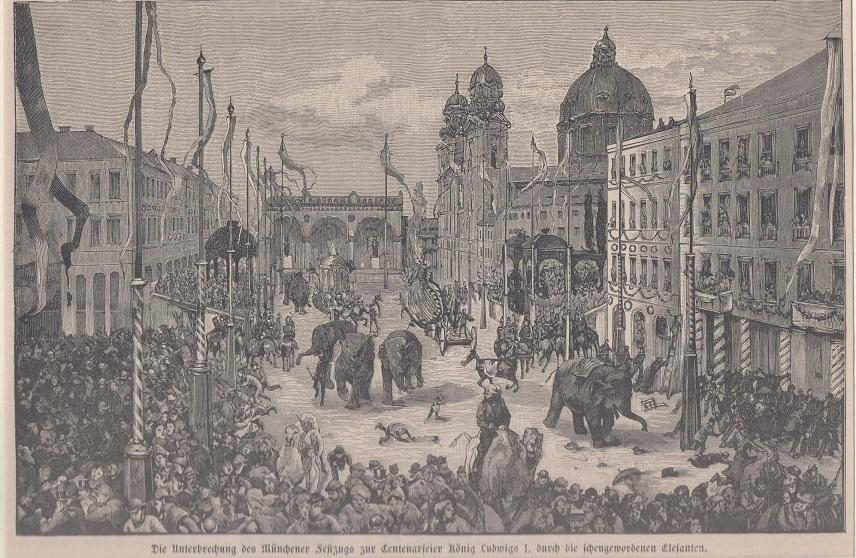
„Die Unterbrechung des Münchner Festzugs zur Centenarfeier König Ludwigs I. durch die scheugewordenen Elefanten“. (Abb. publiziert am 19. August 1888, Neue Illustrierte Zeitung)

Als Elefantenkatastrophe wird ein Vorfall bezeichnet, der sich am 31. Juli 1888 während einer Centenarfeier in München ereignete, verursacht durch eine zum Drachen dekorierte Straßenlokomotive, die durch unachtsames Dampfablassen ebenfalls an der Parade teilnehmende Zirkus-Elefanten erschreckte. Die aufgescheuchten Elefanten wiederum lösten eine Massenpanik aus, wobei Menschen ums Leben kamen und verletzt wurden.

## Hintergründe und Ablauf

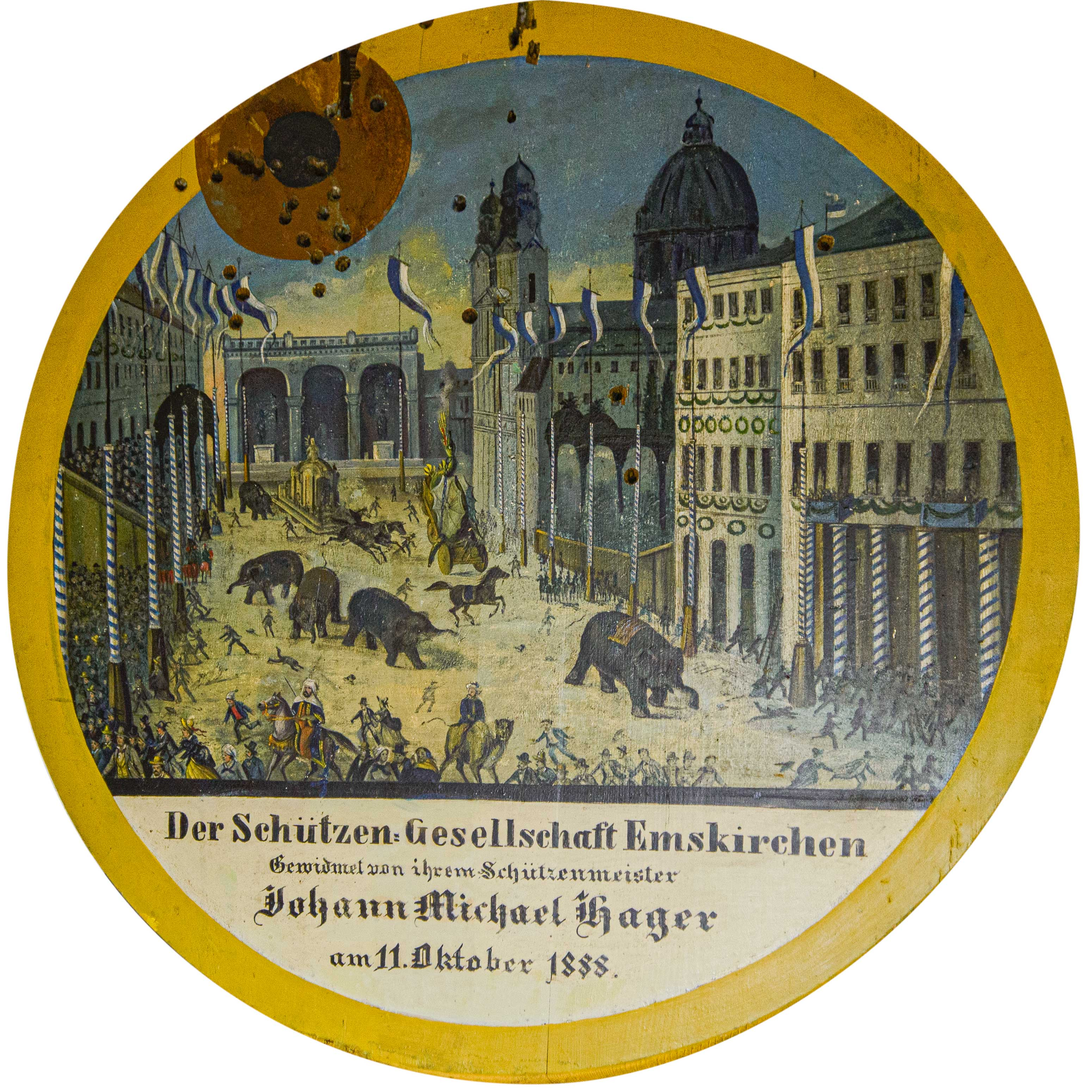
Die Elefantenkatastrophe in München 1888 als Schützenscheibe

Vom 29. bis 31. Juli 1888 beging München nachträglich zu Ehren des 100. Geburtstages von Ludwig I. (* 25. August 1786, † 29. Februar 1868) eine prächtige Centenarfeier, deren Höhepunkt ein Festzug bildete. Die Festzugsgruppe der „Kauf- und Handelsleute“ präsentierte sich dabei mit einem Wagen, zu dem acht indische Elefanten gehörten, eine Leihgabe von Carl Hagenbecks Zirkus.
Vor dem Siegestor kreuzte eine als Drache dekorierte Straßenlokomotive der Festzugsgruppe „Eisenindustrie“ den Tross. Als sie Dampf abließ, scheuten die Elefanten. Das Verhalten der Elefanten ließ die Zuschauer in Panik geraten, wobei sich, ausgelöst durch diese Unruhe, die Elefanten losrissen und wild trompetend durch die Ludwigstraße liefen.
Die Flucht der Tiere führte über den Max-Joseph-Platz bis zum Hofgraben. Drei Elefanten durchbrachen das Haupttor der Königlichen Münze und drangen in das Gebäude ein. Über den Alten Hof und den Viktualienmarkt liefen die Elefanten zum Gärtnerplatz. In der Auenstraße konnten die Tiere schließlich durch die Feuerwehr und eine Abteilung Kavallerie wieder eingefangen werden. Einer der Elefanten wurde von einem Bajonetthieb stark verwundet.

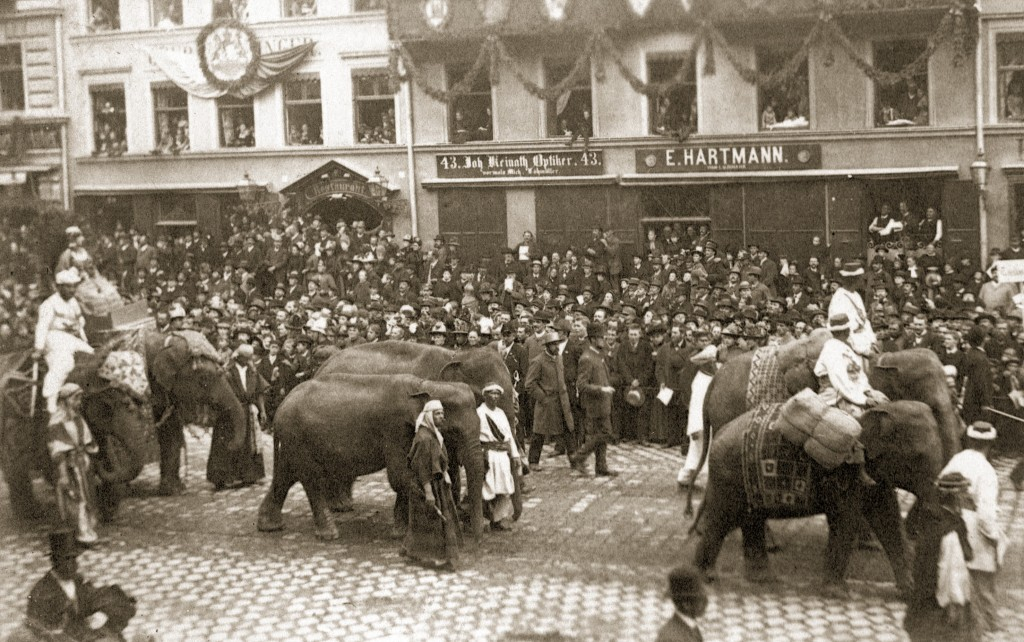
Die Gruppe der Kaufleute mit den Elefanten beim Festzug vor der Massenpanik

Nicht durch die Elefanten selbst, sondern durch die Massenpanik des Publikums kostete dieser Vorfall zwei, nach anderer Quelle vier Menschenleben und verursachte 42 Verletzte. Laut dem am 3. August 1888 im Neuigkeits-Welt-Blatt in Auszügen dokumentierten Polizeibericht wurde eine Sekretärswitwe völlig zerstampft, und eine andere Frau fiel vor Schrecken in Ohnmacht und starb auf der Stelle. Zwei Personen wurden schwer verletzt, darunter eine Zirkusreiterin, die vom Rücken eines Elefanten herabgeschleudert wurde und sich dabei Rippen brach. Auch Hagenbeck selbst, der die Parade begleitete, wurde von einem Elefanten „arg gequetscht“. Unzählige wurden leicht verletzt.
Am 1. August 1888 äußerte sich Carl Hagenbeck in der Magdeburgischen Zeitung zu diesem Vorfall:

„Die vom Zirkus Hagenbeck zum Festzug gestellten Elefanten wurden während des langen Zuges unruhig und scheuten knapp nach dem Defilee vor dem Prinzregenten in der Ludwigstraße. Wohl hakten sich die Treiber sofort energisch ein. Allein die wild gewordenen Elefanten, welche von Chevaulegern mit blanken Säbeln zurückgetrieben wurden, trabten durch ein Seitengäßchen, durchbrachen die Menschenwälle in der Brienner Straße und auf dem Odeonsplatz und riefen eine entsetzliche Panik hervor. Alles flüchtete schreiend in rasender Eile. Pferde rissen aus, selbst Gendarmerie und Militär hielt nicht mehr stand. (…) Die Elefanten waren an den Vorderbeinen gekettet, schienen aber die Ketten zerrissen zu haben. Mit Hilfe von Kavallerie wurden dann vier Elefanten heimgebracht. (…) Auf dem Marienplatz erfolgte allgemeine Flucht mit furchtbarer Aufregung. Die beispiellose Panik entstand durch vorzeitige Dampfgebung der als Drachen verwendeten Straßenlokomotive im Festzug, als gerade die acht Elefanten passierten. Im Nu waren Hunderte von Zuschauern am Boden; über diese stürzten die übrigen Flüchtigen. Die Elefanten rasten in zwei Gruppen auseinander und verbreiteten neue Panik in den angrenzenden Straßen. Zahlreiche Beinbrüche sind vorgekommen. Die am Residenzplatz an die Wand getriebenen Passanten hieben verzweifelt mit Regenschirmen auf die Elefanten ein und vermehrten dadurch deren Wildheit. (…)“

Am 2. August 1888 meldete sich Hagenbeck erneut in der Münchner Allgemeinen Zeitung zu Wort. Dabei bekräftigte er seine Ansicht, vor allem die unverhältnismäßige Hysterie der Menschen habe die Situation verursacht. Es sei ihm selbst mehrmals gelungen, die Elefanten zu beruhigen und zum Stehen zu bringen, aber nachströmende Menschen haben diese durch Geschrei und Schläge mit Stöcken und Schirmen immer wieder aufgestachelt. Er verwies zudem auf den Augenzeugen und Berichterstatter Friedrich Trefz, der für die „unschuldigen Elefanten“ eine Lanze brach und endete einen Zeitungsartikel mit den Worten: „Am vernünftigsten haben sich eigentlich die Elefanten benommen.“